# Walter Bertuch
Wilhelm Ernst Walter Bertuch (* 13. Januar 1889 in Köln; † 10. April 1973 ebenda) war ein deutscher  Maler, Zeichner und Grafiker.

## Leben
Walter Bertuch wuchs in Köln auf und bildete sich in Düsseldorf zum Maler und Grafiker aus. Danach war er in Düsseldorf und Köln, in den 1920er Jahren in München tätig und beschickte die dortigen und weitere Kunstausstellungen mit seinen Arbeiten, die überwiegend aus Landschaften und Bildnissen bestanden.
1950 heiratete er in Großweil Anna Maria Locatelli. Bertuch starb 1973 im Alter von 84 Jahren in einem Kölner Krankenhaus. Er lebte zuletzt in Köln-Lindenthal.

## Ausstellungen (Auswahl)
- Sammelausstellungen Oktober 1917 (mit Meyer-Luka, Artur Erdle, E. Flekken, Gusti Bauriedel u. a.) und Oktober 1921.[2]
- „Selbstbildnis“, ausgestellt: Grosse Berliner Kunstausstellung im Kunstpalast zu Düsseldorf, 16. Juni bis 30. September 1917, Nr. 733.
- 1922 Teilnahme an der Eröffnungsausstellung der Galerie Dr. Richard Paulus, München mit Fritz Erler, Hermann Hahn, Hans von Hayek, Ludwig von Herterich, Rudolf Schramm-Zittau, Willy Tiedjen (1881–1950), Carl Ulrich, Heinrich von Zügel, Robert Weise, Theodor Baierl, Joseph Rösl, Eduard Beyrer (1866–1934) u. a.

## Werke (Auswahl)
- „Landschaft in Sommerstimmung mit Dörfchen zwischen grünem Gebüsch“, 1906, signiert, Öl/Lwd, 63 × 89 cm: Auktion Kunsthaus Lempertz (Hrsg.): Hervorragende Gemälde neuzeitlicher und älterer Meister: aus deutschem Museumsbesitz und aus Privathand; Eröffnungs-Versteigerung in unserem neuerbauten Oberlicht-Saale; Versteigerung: 8. Mai 1923 (Katalog Nr. 213). Köln, 1923, S. 1, Nr. 10.
- „Allegretto“ (Weibliches Bildnis / Sängerin); Farbabbildung: Velhagen & Klasings Monatshefte, 39. Jahrgang, 2. Band, 1925.
- „Helfet der Heimat! Schützet das Recht! Freikorps Düsseldorf“, Soldat mit Stahlhelm (Porträt), Zeichnung auf weißer Grund, schwarze Schrift; Mitte: Zeichnung, Plakat, Druck: A. Bagel, Düsseldorf (www.argus.bstu.bundesarchiv.de/plaky11/druckansicht.htm).
- „Bildnis Hans Constantin Paulssen (1892–1984)“, Öl, 1964: Geschäftsstelle der Bundesvereinigung der Deutschen Arbeitgeberverbände in Köln (https://www.deutsche-biographie.de/pnd11873962X.html).
- „Bildnis Ilse Kirchner, geb. Thilo“[3]